# Gyroporaceae
Gyroporaceae Manfr. Binder & Bresinsky, 2002 è una famiglia di funghi basidiomiceti appartenente all'ordine Boletales.

## Generi di Gyroporaceae
Il genere tipo è Gyroporus Quél., altro genere incluso è Rubinoboletus Pilát & Dermek.